# Dinheiro (moeda)

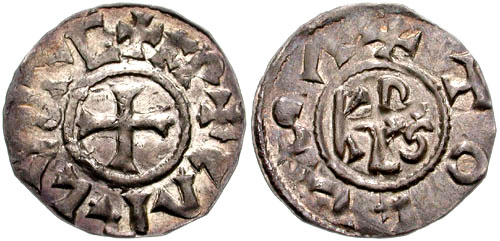
Dinheiro do reinado de Carlos Magno, 768-814. 21 mm, 1,19 g, Tolosa

Dinheiro (em francês: Denier; em latim: denarius) foi uma moeda medieval francesa criada no Império Franco durante o reinado de Carlos Magno no século VIII e que se manteve em circulação até ao século XVIII. Foi introduzida em conjunto com um sistema monetário no qual doze dinheiros equivaliam a um soldo e vinte soldos a um livre. Tanto o sistema como o próprio dinheiro serviram de modelo para muitas das unidades monetárias da Europa, entre as quais a libra britânica, a libra francesa, a lira italiana, a peseta espanhola e o dinheiro português.